# Flutemetamol (18F)
Флутеметамол (18F) — радиофармацевтический препарат для диагностики болезни Альцгеймера. Одобрен для применения:США(2013).

## Механизм действия
Связывается с амилоидными бляшками.

## Показания
Определение плотности амилоидных бляшек при диагностике болезни Альцгеймера с помощью ПЭТ.